# ماركو إيلايماهاريترا
ماركو إلايماهاريتا (بالفرنسية: Marco Ilaimaharitra)‏ (26 يوليو 1995 بميلوز في فرنسا - ) هو لاعب كرة قدم فرنسي في مركز الوسط. شارك مع منتخب فرنسا تحت 19 سنة لكرة القدم ومنتخب فرنسا تحت 20 سنة لكرة القدم. أما مع النوادي، فقد لعب مع نادي سوشو.

## روابط خارجية
- ماركو إيلايماهاريترا على موقع قاعدة بيانات كرة القدم.إي يو (الإنجليزية)
- ماركو إيلايماهاريترا على موقع ليكيب (الفرنسية)
- ماركو إيلايماهاريترا على موقع ناشيونال فوتبول تيمز (الإنجليزية)
- ماركو إيلايماهاريترا على موقع Soccerbase.com (لاعب) (الإنجليزية)
- ماركو إيلايماهاريترا على موقع Soccerway.com (الإنجليزية)
- ماركو إيلايماهاريترا على موقع عالم كرة القدم.نت (الإنجليزية)
- ماركو إيلايماهاريترا على موقع AS.com (الإسبانية)